# Choi Sung-yong
Choi Sung-yong (최성용?, 崔成勇?; Masan, 25 dicembre 1975) è un ex calciatore sudcoreano, di ruolo difensore.